# Misty in Roots
Misty in Roots  sind eine Reggae-Band, die in den frühen 1970er Jahren in London gegründet wurde.

## Geschichte

### 1975–1982: Die Anfänge
Anfangs Mitte der 1970er Jahre als Backingband Nicky Thomas’ entstanden, schöpften sie aus eben jener Zusammenarbeit Motivation und Inspiration, eigene Stücke zu entwickeln. Der politischen Umbruchsstimmung Englands 1977/1978 entsprechend entwickelte Misty in Roots eine eigene Interpretation des Roots-Reggae, auf dem afrikanische Kultur und spirituelles Erwachen besungen wurde. Eben jene Umbruchsstimmung sorgte auch für ein zunehmendes politisches Engagement der Band; Unter anderem war Misty in Roots eine der treibenden Kräfte hinter Rock Against Racism, einer aus Protest gegen den wachsenden Rassismus und die zunehmende Bedeutung der faschistischen National Front entstandenen Bewegung. Im Namen dieser Bewegung spielten Misty in Roots als eine der aktivsten teilnehmenden Gruppen viele Solidaritätskonzerte, woraus sich das bekannte Live-Potenzial entwickelte, das diese Formation bereits früh auszeichnete.

Dementsprechend wurde das erste Album Live at the Counter Eurovision bei einem Auftritt in Belgien bereits 1978 aufgenommen, jedoch erst ein Jahr später veröffentlicht. 1982 entstand das zweite Album Wise & Foolish, auf dem auch Einflüsse aus Soul und Jazz verarbeitet wurden.

### 1982–1987: Afrikareisen
Das Bestreben nach Erhaltung der eigenen Unabhängigkeit veranlasste die Gruppe 1982 dazu, eine neunmonatige Reise nach Afrika zu unternehmen, in deren Zuge sie Simbabwe und Sambia besuchten. Diese Reisen sollten großen Einfluss auf die zunächst letzten Jahre gemeinsamer Arbeit haben. So waren die beiden nächsten Alben direkt durch diese Reisen beeinflusst und inspiriert worden. Das 1983 veröffentlichte Album Earth prangert vor allem die Zerstörung der Erde durch Ignoranz und Grausamkeit an.

Musi O Tunya wurde dann zwei Jahre später, im Jahr 1985, veröffentlicht und reflektiert nach eigenen Aussagen die tiefe Zuneigung der Band Afrikas gegenüber. Der bezieht sich auf das imposante Naturschauspiel, das die Victoria-Fälle bieten – Musi O Tunya heißt so viel wie krachender Rauch.

Während des Jahres 1987 unternahm die Gruppe eine lange Reise nach Westafrika, der eigenen Heimat, deren erneutes Betreten mit der Rückkehr aus dem Exil verglichen wird. Im Zuge dieser Reise kam Duxie Tyson, einer der Brüder, die das kreative Rückgrat der Band bildeten, bei einem Badeunfall ums Leben. Dieses traurige Kapitel der Bandgeschichte findet in der offiziellen Darstellung keine Erwähnung und wird gesamtheitlich mit wenigen Worten abgehandelt.

### 1988–1989: Veröffentlichung des vorerst letzten Albums
Bevor die Gruppe eine musikalische Pause einlegte, die ein Jahrzehnt überdauern sollte, erschien im Jahr 1989 das Album Forward, das in der sich entwickelnden Freundschaft zwischen der Band und Kaz Records begründet liegt, und einen weiteren Höhepunkt des Schaffens der Band darstellte.

### 1999–2005: Wiederaufnahme der gemeinsamen Arbeit
Um die Jahrtausendwende erfolgte die Wiedervereinigung und -aufnahme gemeinsamen Schaffens, die, entgegen den Trends der 1990er Jahre, nahtlos an die letzten Stile anknüpfte. So erschien mit dem Reunion-Album Roots Controller im Jahr 2002 ein weiteres Roots-Reggae-Album, das sich die mehrjährige Unterbrechung der gemeinsamen Arbeit nicht anmerken lässt.

Seitdem ist die Band auch wieder kontinuierlich auf Tour und begeisterte unter anderem auch auf Reggae-Festivals wie dem Chiemsee-Reggae-Festival 2001 viele Menschen.

## Mitglieder
- Walford „Poko“ Tyson
- Anthony „Tsungi“Henry
- Delford „Tawanga“ Briscoe
- Lawrence „Kaziwayi“ Crossfield
- Joseph „Tunga“ Charley
- Nils Hailstone
- Winstone „Winston“ Rose
- Barry

## Diskographie
- Live At Counter Eurovision (1979)
- Wise & Foolish (1982)
- Earth (1983)
- Musi O Tunya (1985)
- Forward (1989)
- John Peel Sessions (1995)
- Jah Sees...Jah Knows (1997)
- Roots Controller (2002)